# Nereth
Nereth is een buurtschap van de Belgische plaats Baelen, gelegen ten noordoosten van deze plaats.
Nereth werd voor het eerst vermeld als Nederode, waar rode staat voor een gerooide plek in het bos. Tijdens het ancien régime was Nereth een heerlijkheid en in de Tour Nereth kwam de plaatselijke rechtbank samen. De buurtschap ligt op ongeveer 250 meter hoogte in een landschap van weiden en heggen, terwijl in het oosten het bedrijventerrein van Eupen is te vinden en in het noorden de autoweg E40.
De buurtschap heeft een hoge ouderdom en telt een aantal historische boerderijen. De bekendste is de Tour Nereth op Nereth 4. Het betreft een 17e-eeuws torenachtig bouwwerk in natuursteenblokken, tegenwoordig een boerderij.

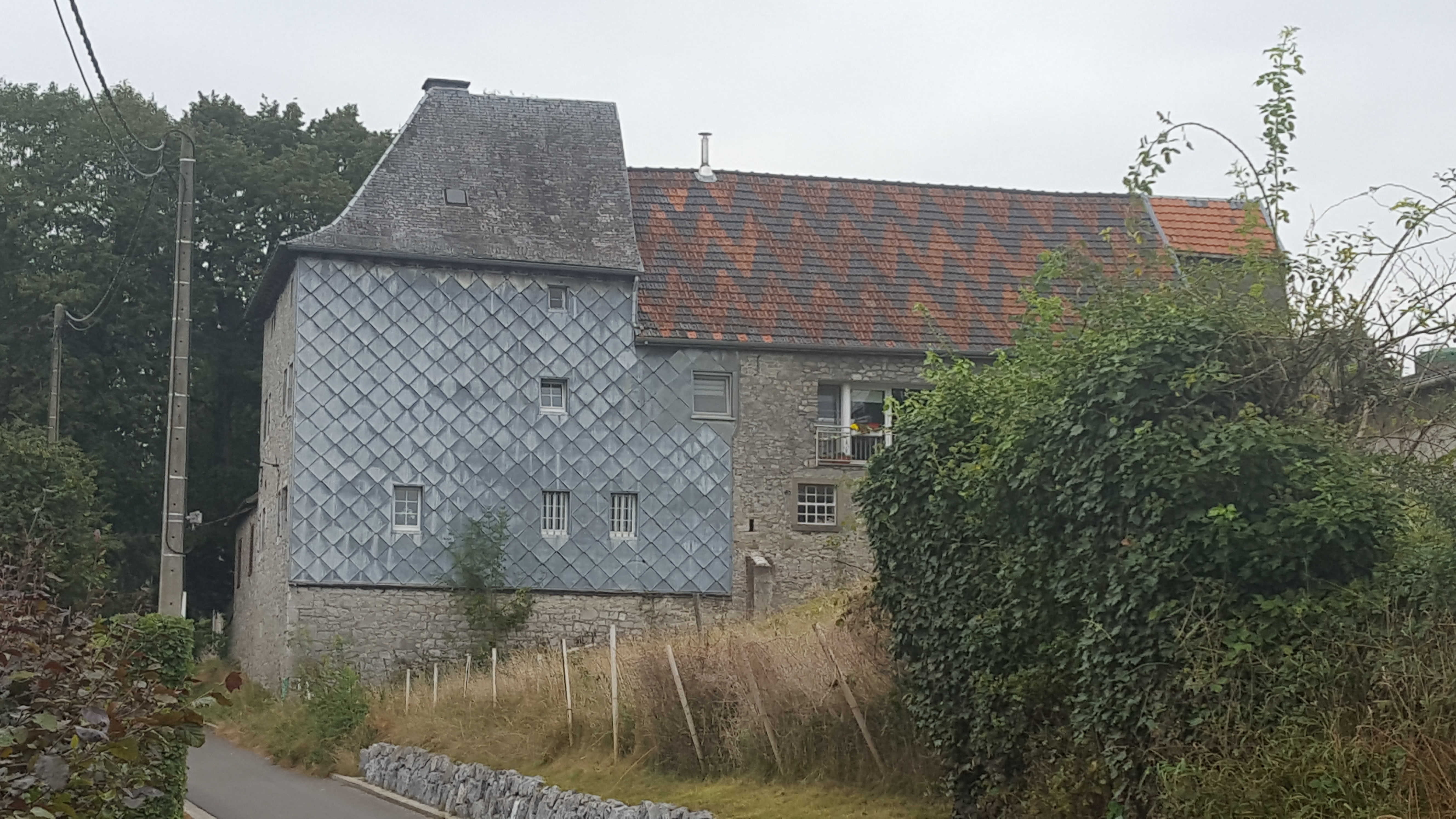
Tour Nereth